# 軟腭邊閃音
軟腭邊閃音是辅音中的一种边音。国际音标没有专门表记此音的单个符号，但可以写作[ʟ̆]。
新几内亚的几种语言如Melpa语和Kanite语中有此音。[ʟ]只持续了20~30毫秒，这证明它是闪音。

## 特征
- 調音方法是閃音，指氣流衝出時與肌肉一次快速接觸，使得一調音器官碰及另一器官。

- 調音部位是軟腭，即以舌根部位抵住軟腭。

- 發聲類型是濁音，意味着發音時聲帶顫動。

- 本輔音是口腔輔音（口音），表示調音時空氣只從口裡流出。
- 調音方法是邊音，氣流從舌兩側流過，而不從中部流過。
- 氣流機制是肺部氣流，即由肺與橫膈膜驱动空气。